# Porc gascon
Le porc gascon est une race porcine locale du sud-ouest de la France appartenant au type ibérique élevé pour l'alimentation. Il est également élevé dans le cadre d'une filière et, individuellement, en production fermière pour la transformation en charcuteries et salaisons de grandes qualités vouées au commerce.

## Berceau et zone géographique d'élevage
Le porc gascon est présent principalement dans le Sud-Ouest de la France, plus particulièrement dans les départements des Hautes-Pyrénées, de la Haute-Garonne et du Gers. Le professeur Girard, en 1921, situait son berceau dans le Nébouzan avec Boulogne-sur-Gesse « en tant que centre de production et principal marché de cette race un peu attardée dans ses aptitudes mais recherchée et estimée pour sa résistance aux maladies et la qualité de sa chair » (sic). Rien n'interdit de penser que le porc gascon pouvait avoir alors une extension beaucoup plus vaste, en rappelant toutefois que la race autochtone à l'ouest de la Bigorre a longtemps été le porc pie-noir ou cul noir de Bagnères-de-Bigorre, moins connu que le gascon hors de son terroir d'origine, sinon comme variante locale d'une race porcine pie noir pyrénéenne, comme le pie noir du Pays basque qu'elle a servi à reconstituer.
On retrouve le porc gascon dans la zone périphérique, dans les Pyrénées-Atlantiques, l'Ariège et les Landes. Il est ponctuellement présent dans quelques élevages répartis sur le territoire national accueillant des visiteurs (élevages et parcs animaliers de vision).
Le porc gascon est la race exploitée par un réseau de petits éleveurs associés à des transformateurs, dont un industriel local, pour une production organisée sous l'appellation d'origine Porc noir de Bigorre.

## Les origines et le positionnement ethnologique

### Populations porcines originelles et races porcines
La littérature zootechnique du début du XXe siècle ne donne que peu d'indications sur le porc gascon. Or les zootechniciens de la fin du XIXe siècle et du début du XXe se sont surtout attachés à faire de la zootechnie ethnographique en dressant un inventaire des types d'animaux identifiés par région et pays, et en les cataloguant en tant que races ou variétés, tout en recensant les pratiques locales d'élevage. Dans cet esprit, André Sanson, zootechnicien classificateur dans l'esprit des zoologistes disciples de Linné et de Cuvier, ne retenait que trois grands types de porcs qui pour lui étaient des races pleines et entières, au sein desquelles il distinguait des variétés. Ultérieurement les races de Sanson sont devenues des supra-races ou rameaux, tandis que les variétés de Sanson sont devenues des races. Ainsi Sanson distinguait-il :
- la race celtique, qui a donné les races autochtones du nord de l'Europe (comme le Tamworth des Iles britanniques, et, en France, les anciennes races de l'ouest (Normand, Craonnais, Vendéen, rassemblées dans les années 1950 sous l'appellation Porc blanc de l'Ouest) ;
- la race ibérique qui a donné les races du sud de l'Europe et du bassin méditerranéen (comme le porc ibérique actuel) ;
- la race asiatique, qui a donné les races chinoises et vietnamiennes en particulier (comme le cochon vietnamien actuel).

À partir des croisements opérés en Angleterre entre porcs celtiques et porcs chinois apportés par des navigateurs dès la fin du XVIIIe siècle sont sorties dans la deuxième moitié du siècle suivant les races anglaises améliorées comme le Large white, qui, à son tour, a servi à améliorer les produits de croisement avec les races celtiques continentales, (à l'exception notable du  Landrace danois qui a eu sa dynamique propre), pour les supplanter finalement, avant d'être intégré dans les schémas de sélection et de production en croisement qui prévalent aujourd'hui.
Le porc gascon, comme les autres porcs du Sud de la France, Périgourdin, Limousin, Basque, Corse et autres, était donc considéré originellement comme une « variété » de la race ibérique selon la classification de Sanson. Ce positionnement est surtout intéressant pour faire ressortir la parenté ethnique des races du sud et une proximité génétique qui sous-tend des aptitudes communes.

### Émergence du porc gascon en tant que race, déclin puis sauvegarde récente
La plupart des populations bovines, ovines, porcines, ont été identifiées, ou créées, en tant que races, dans la deuxième moitié du XIXe siècle, au fur et à mesure que se mettait en place une organisation locale des éleveurs autour d'une vision partagée (standard) de la population, ou race, objet de la sélection. Ce travail fut plus tardif pour les races porcines du sud de la France, après la Première Guerre mondiale (qui consacra la supériorité du Large white en tant que pourvoyeur de l'intendance militaire). Il fut notamment réalisé par le professeur Girard en 1921 (École nationale vétérinaire de Toulouse), qui s'attacha plus particulièrement à la race porcine gasconne en insistant sur son identité et son originalité ethniques,.
Aujourd'hui, du fait que la quasi-totalité de l'élevage porcin et de la production porcine globale, en France comme à l'étranger, repose sur des croisements entre lignées génétiques issues des races dites améliorées, le porc gascon, comme le porc basque, peut être considéré comme une des dernières formes originelles de porcs en France, et donc une des plus anciennes.
Le porc gascon s'est maintenu assez pur dans son berceau d'origine, mais il a souvent été l'objet de croisements avec le Large White, à la périphérie, ce qui a donné des populations métissées, non fixées en tant que races et aujourd'hui disparues : le porc de Cazères et le porc de Miélan.
La race porcine gasconne a été sauvée en grande partie grâce à l'action engagée par l'Institut technique du porc, aujourd'hui IFIP-Institut du porc, dès les années 1970.
Le Conservatoire du Patrimoine biologique régional de Midi-Pyrénées qui a rédigé une fiche de documentation sur le porc gascon annonce 938 truies réparties dans 66 élevages, au 31 décembre 2008. Cet effectif de reproductrices est plus élevé que celui annoncé antérieurement, par contre le nombre réel d'élevages pourrait être plus élevé que celui mentionné, au regard de tous ceux que l'on peut trouver qui ne détiennent qu'une à quelques unités reproductrices seulement.

## Description

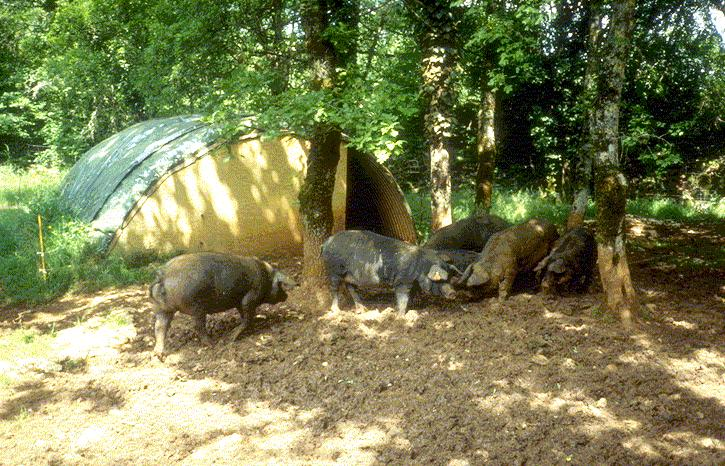
Porcs gascons sous couvert de chênes pubescents (Quercus pubescens) avec cabane dans le Quercy

Malgré son faible effectif, on a longtemps noté une relative hétérogénéité morphologique et de format sans qu'il soit possible de l'attribuer à la génétique ou aux conditions disparates d'élevage. Cette hétérogénéité est en cours de réduction dans le cadre d'une organisation collective des éleveurs fournissant le porc noir de Bigorre.
Quittet et Zert en donnaient, en 1971, la description détaillée suivante : « le porc gascon est un animal de taille moyenne (75 cm) à la tête longue et mince, à la face pointue et au groin noir, fin et mobile. Ses oreilles, d'une longueur égale à la moitié de celle de la tête, sont étroites, rapprochées à la base et portées horizontalement, légèrement inclinées au-dessus des yeux. Le corps est cylindrique, la poitrine parfois étroite. Le dos s'arrondit sur une croupe avalée. La queue, longue et épaisse, est terminée par un bouquet de grosses soies. Le pelage est fait de soies noires, longues et dures, plus épaisses et plus serrées sur la ligne dorsale, avec présence d'épis. Les pattes portent des onglons noirs. »

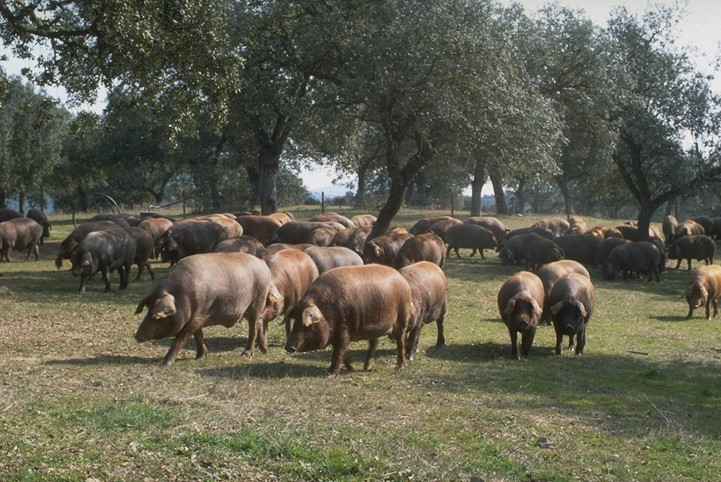
Porcs ibériques sous couvert de chênes verts (Quercus ilex) dans le Sud de l'Espagne

Certains sujets peuvent présenter une panachure de blanc très limitée à quelques tâches au-dessus des onglons. La peau est de couleur grise à blanc grisâtre, tirant sur le jaune sur les carcasses. La comparaison avec les porcs ibériques, dont il est rapproché fréquemment, fait ressortir quelques différences, notamment une adiposité moindre et une infiltration du muscle en gras moins prononcée, bien que pourtant très élevée quand on le compare aux porcs charcutiers conventionnels issus de l'élevage intensif.

## Aptitudes

### Performances de reproduction

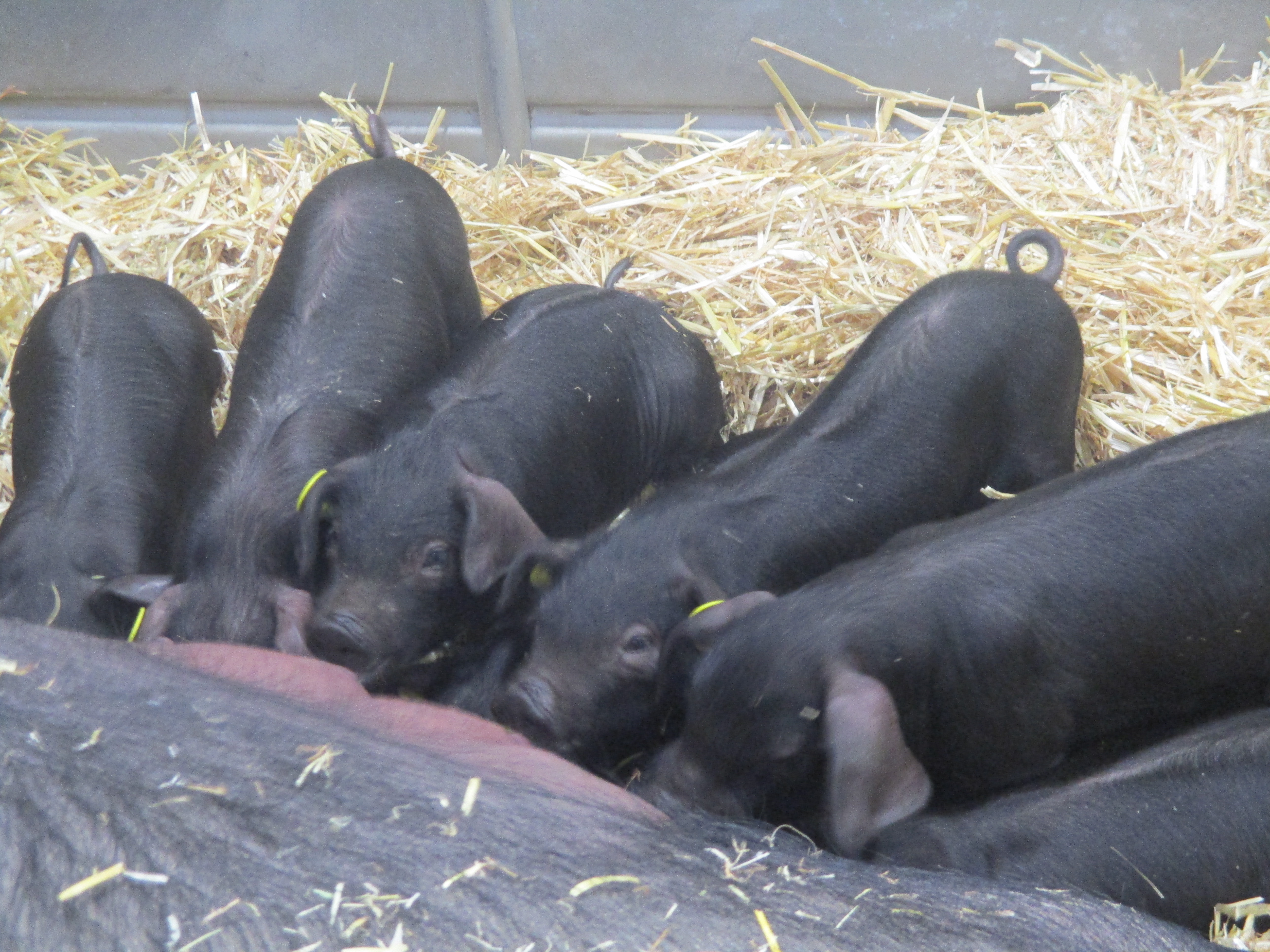
Porcelets à la tétée.

Les mères donnent des portées de 6 à 8 porcelets en moyenne.
À documenter et à moduler en fonction du système rencontré

### Performances de croissance et qualités de carcasse
Par rapport aux races Large White, Landrace et autres, dont des souches sont sélectionnées en vue de la production de porcs charcutiers de six mois d'âge en élevage intensif dit aussi  industriel, la vitesse de croissance du porc gascon est lente : à 15 mois d'âge (date d'abattage), il pèse 150 kg, pour 300 kg à l'âge adulte (individu mâle). Cette faible vitesse de croissance s'explique principalement par la composition différente du croît, à savoir un taux adipeux beaucoup plus élevé chez le gascon avec, corrélativement, des taux protéique et hydrique moindres, donc une densité énergétique beaucoup plus élevée. Cette composition différente du croît impose un rationnement alimentaire adapté correspondant à la cinétique faible du croît musculaire pendant la phase de croissance musculaire proprement dire, pour éviter un dépôt adipeux trop précoce.
En période de finition, comme dans le cas de la race ibérique, le régime alimentaire pourra influencer la teneur en acides gras insaturés qui contribueront à la flaveur recherchée des produits, obtenue pendant l'affinage. L'épaisseur du gras sous-cutané est corrélée, comme chez l'ibérique, avec l'infiltration graisseuse recherchée dans le muscle, indispensable à l'obtention de la saveur des jambons en particulier mais aussi à celle de tous les produits de charcuterie.
Pour ces raisons, la valorisation économique n'est envisageable que dans des contextes économiques très particuliers exploitant le créneau très étroit de la charcuterie de très haut de gamme, voire de luxe ou, pour le moins, de la gastronomie, avec une parfaite maîtrise du rationnement alimentaire et un moindre coût d'investissement. Ceci est possible soit dans une organisation en filière intégrée finalisée sur l'obtention de produits normés en qualité (Noir de Bigorre), soit en systèmes fermiers individuels et indépendants avec vente directe au consommateur.

### Éthologie
Sur le plan comportemental au niveau éthologique, la placidité du porc gascon est un trait supplémentaire qui le démarque encore très nettement des types génétiques porcins utilisés en élevage intensif conventionnel. Les mécanismes neuroendocriniens sous-jacents sont ceux que l'on retrouve dans les races à forte adiposité,.

## Une filière de production-transformation organisée: porc noir de Bigorre

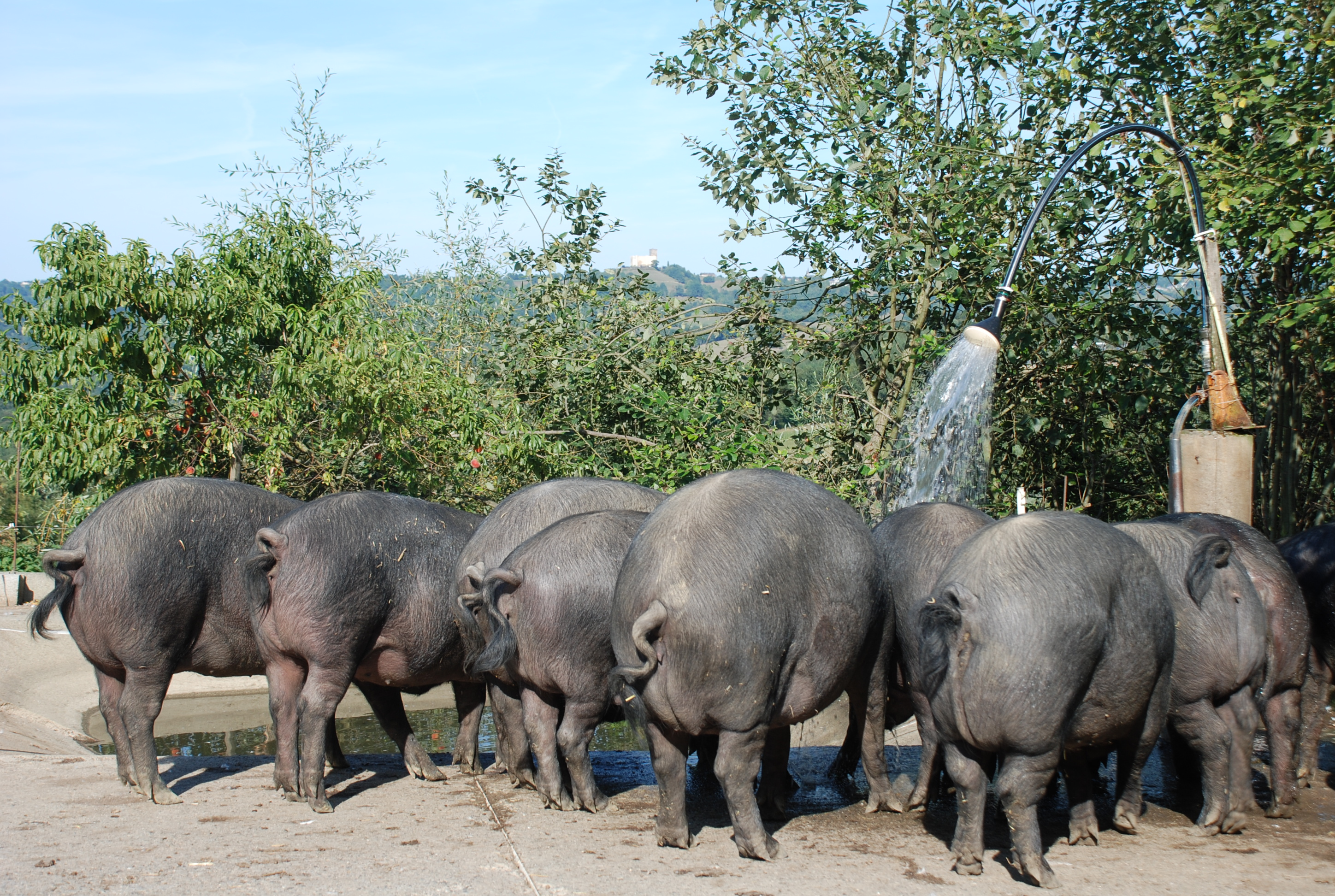
Production de cochettes gasconnes élevées pour la transformation en porc noir de Bigorre à Bonnemazon, Hautes-Pyrénées. Au fond, le château de Mauvezin.

Le porc gascon est l'un des 15 premiers produits, animaux ou végétaux, référencés par l'Arche du goût où il est supporté par le Consortium du Noir de Bigorre, organisation associant producteurs et transformateurs. Ce consortium veille à l'application d'une charte technique d'élevage et de transformation qui fonde la supériorité gustative de ses produits et la garantie pour le consommateur de la retrouver dans ses achats sous l'appellation « porc noir de Bigorre ». À ce titre, et par sa participation régulière aux concours nationaux de dégustation de produits, notamment celui du Salon international de l'agriculture se déroulant à Paris (médaille d'or attribuée en 2010 aux produits porc noir de Bigorre), le Consortium du Noir de Bigorre est bien à l'origine du succès retrouvé du porc gascon. 

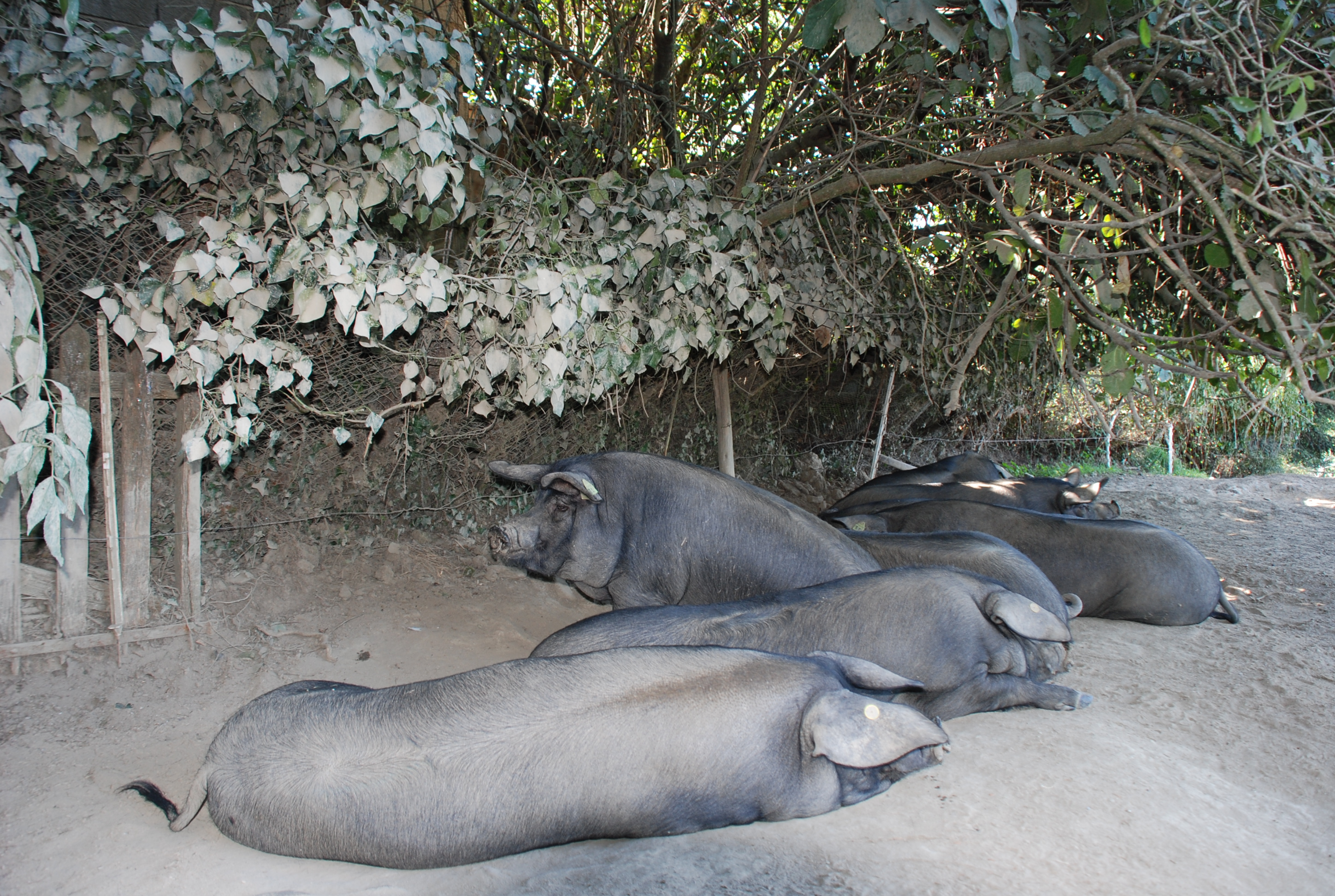
Production de porcs charcutiers dévolus à la transformation pour l'appellation « porc noir de Bigorre »
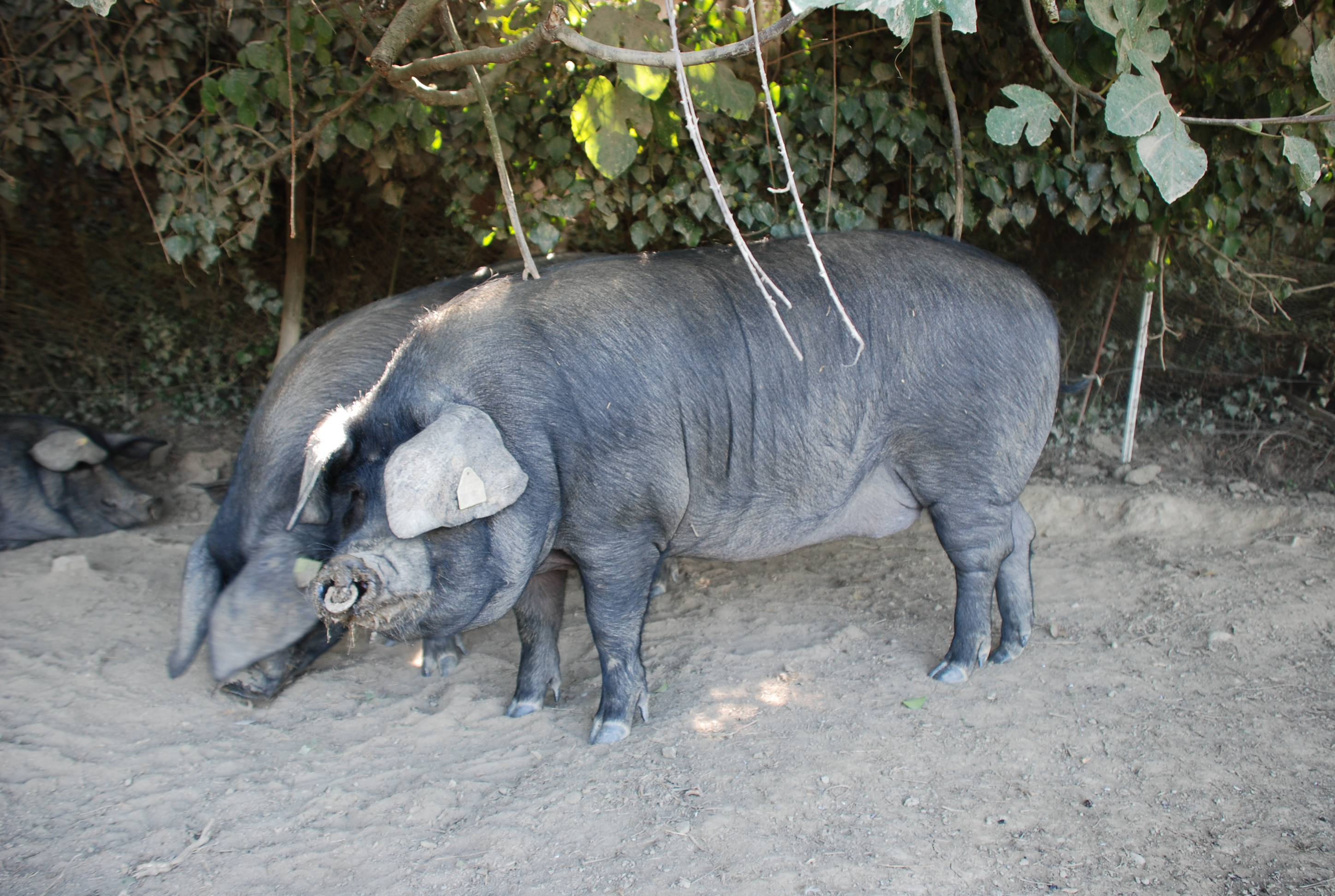
Production de porcs charcutiers dévolus à la transformation pour l'appellation « porc noir de Bigorre »
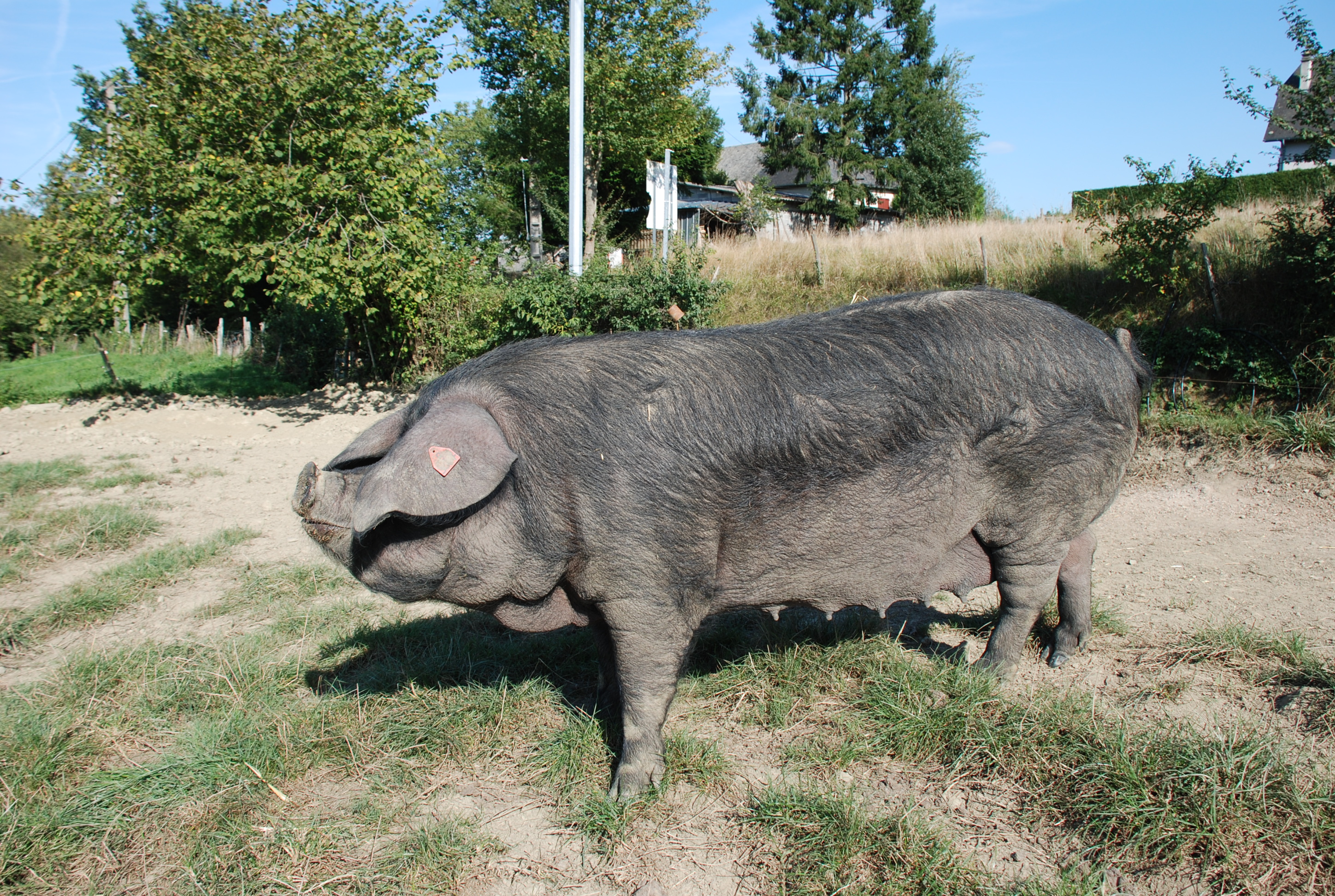
Truie gasconne dévolue à la transformation pour l'appellation « porc noir de Bigorre »

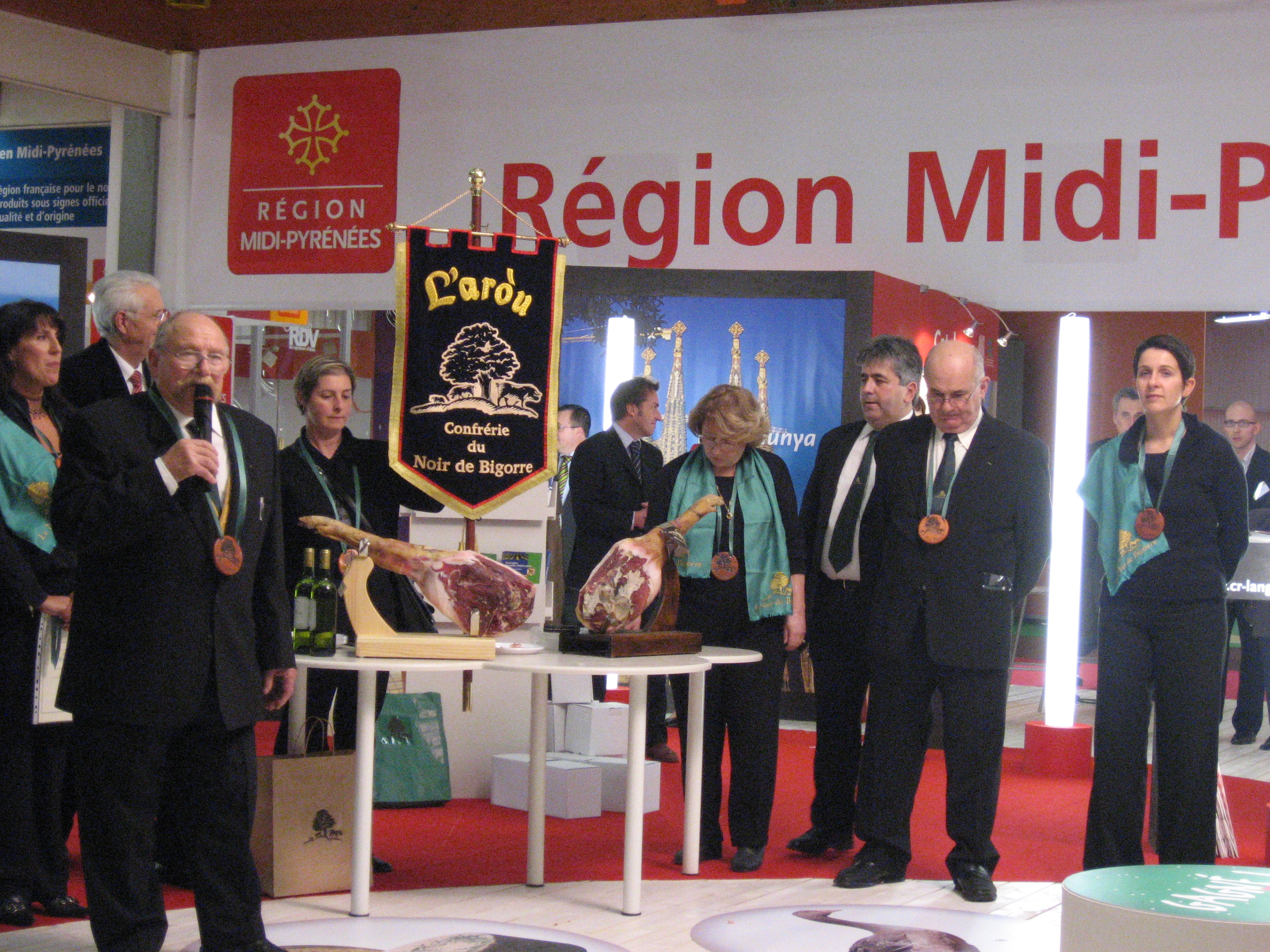
Manifestation de la Confrérie du Noir de Bigorre dite l'Arou, à la SISQA, en 2008
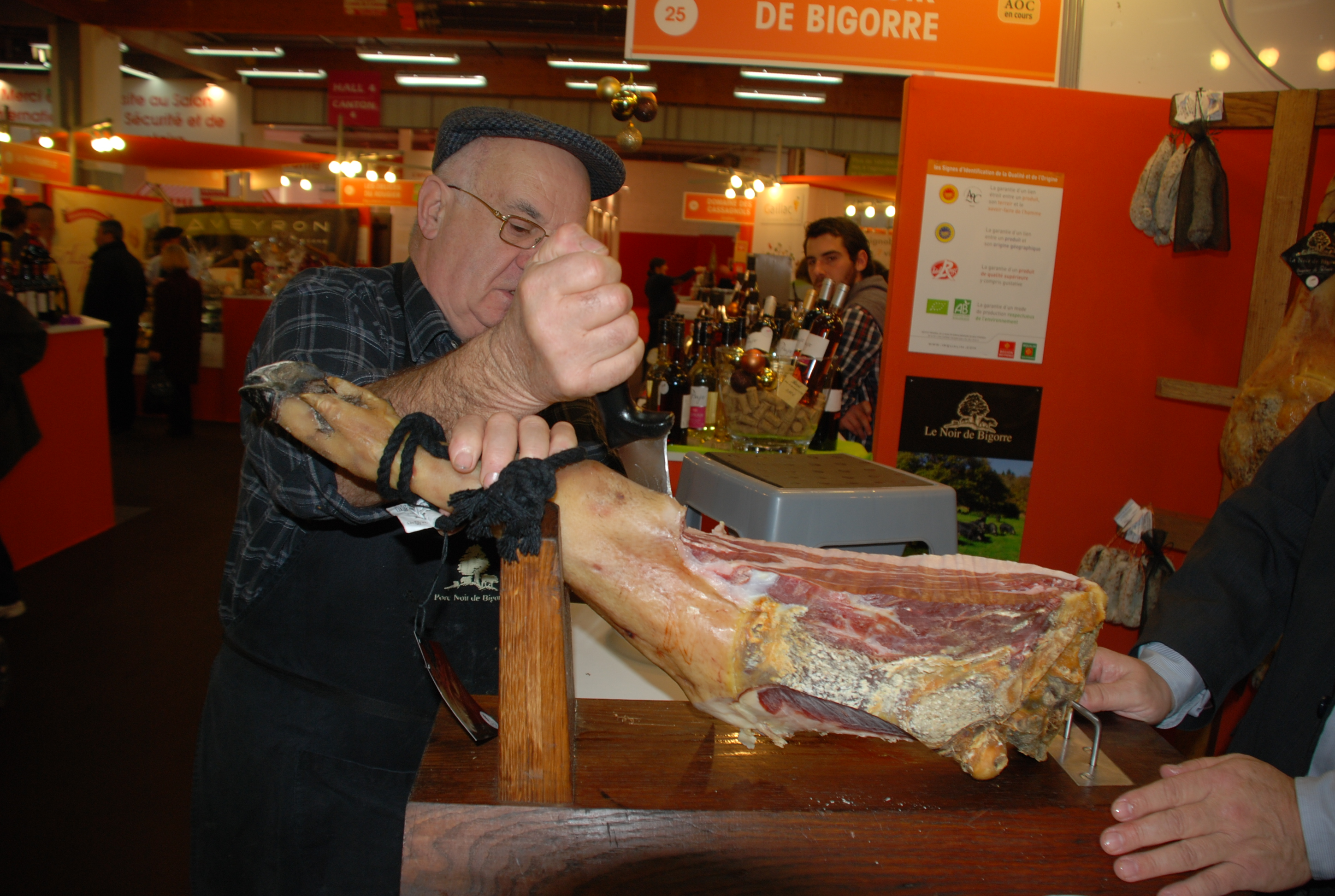
SISQA 2013 : Jean Dupont charcutier-traiteur retraité, animateur des stands porc noir de Bigorre
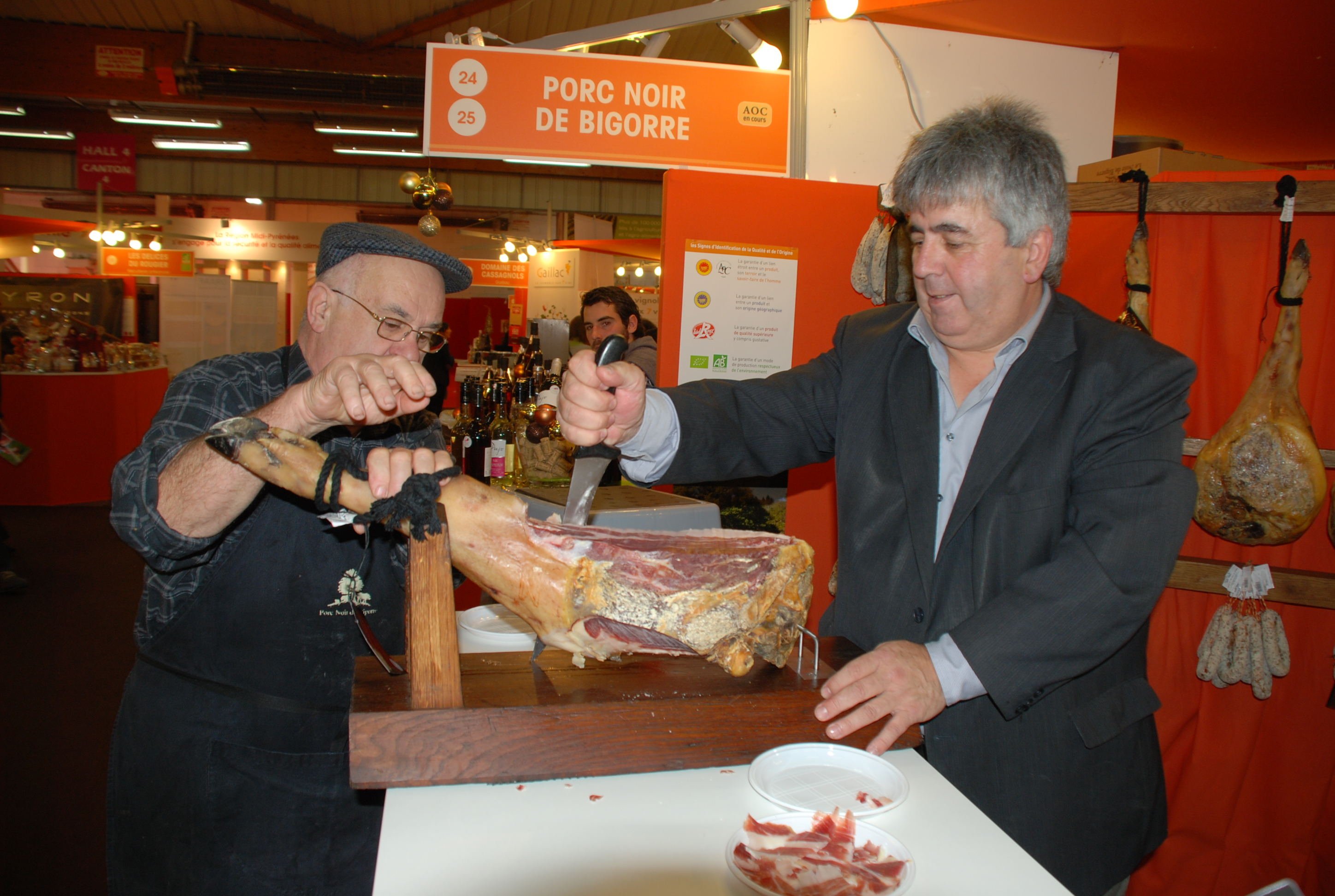
SISQA 2013 : Armand Touzanne, directeur du Consortium du Noir de Bigorre

## L'objet de terroir, gastronomique et festif
Le porc gascon est présent, avec succès, dans de nombreuses manifestations d'élevage organisées autour d'une rencontre entre les producteurs et les visiteurs, consommateurs éventuels. Les produits d'appellation d'origine porc noir de Bigorre sont les vecteurs de la reconnaissance qualitative notamment, entre autres, lors du Salon international de l'agriculture à Paris et de la Semaine internationale de la sécurité et de la qualité alimentaires (SISQA) à Toulouse. Il peut être un symbole festif reproduit sur les affiches comme c'est le cas pour le Printemps bleu de Boulogne-sur-Gesse.
L'Arou qui est la Confrérie du Noir de Bigorre créée en 2000, assure une promotion des productions de la filière porc noir de Bigorre lors de ces manifestations.